# Diego de Torres y Moyachoque
Diego de Torres y Moyachoque (Turmequé, 1549 - Madrid, 1590) fue un príncipe, cacique y político neogranadino de origen mestizo.

## Biografía
Hijo de Catalina de Moyachoque (Princesa Moyachoque) hermana del Zipa Tisquesusa; por ende era uno de los herederos del Zipazgo, (ya que la sucesión entre los Muiscas se hacía a través de los sobrinos del Zipa hijo de hermana), y del conquistador Juan de Torres.
Al morir su padre, en 1570, la encomienda de Turmequé pasó al hijo español de Juan de Torres, Pedro de Torres, que había nacido en 1534 y vino al Nuevo Reino en 1557. Muerto el cacique de Turmequé, Diego fue proclamado como su sucesor por los indios de su pueblo, lo que fue reconocido por la Real Audiencia de Santafé. Quedaba pues Turmequé con un cacique mestizo y un encomendero hermano del cacique.
Diego entró a la escuela para mestizos que existía en Tunja, en dónde recibió una educación refinada hispana dentro de los términos en que debían ser educados los príncipes amerindios. Allí, aprende administración, derecho, teología, matemática, lengua hispana y medicina. Al término de la cual es elegido Cacique de Turmequé.

### Conflictos
Pedro de Torres, probablemente incómodo con las gestiones de su hermano, pidió a la Real Audiencia que se le quitará el título de cacique, alegando que no podía serlo por ser mestizo y por no haber cumplido todas las formalidades y requisitos establecidos. En 1574 la Real Audiencia adjudicó la parcialidad de Moyachoque, del pueblo de Turmequé, a otro cacique, al que el auto llama como “Don Pedro, cacique del dicho repartimiento” y prohibió a Diego de Torres entrar a Moyachoque. Un caso similar se había presentado en Tibasosa, donde el mestizo Alonso de Silva había logrado que una Cédula Real de 1572 reconociera su derecho a ocupar el cargo. A pesar de esto, la audiencia los desposeyó a ambos y pidieron a la corona una decisión en firme, “para prevenir para casos venideros por la mala inclinación de estos mestizos”. (Rojas, op. cit. 14). El 8 de abril de 1575 Alonso de Silva y Diego de Torres pidieron al rey permiso para viajar a España a alegar sus derechos, argumentando que las decisiones en su contra se hacían únicamente para proteger los derechos e intereses de los encomenderos, “que quieren más por caciques... a un miserable indio mudo”, incapaz de defender a los indios.
La audiencia sostuvo su fallo contra Diego de Torres e hizo destruir sus casas y cercados en el pueblo de Turmequé. Este se alojó provisionalmente en la parcialidad de Chiramita (Chiratá), y en agosto de 1575 salió para España, sin esperar el permiso del rey, que apenas fue concedido en noviembre de 1577. A pesar de que la Audiencia envió orden de captura contra don Diego, este logró escaparse y llegó a Santo Domingo, de donde salió en 1577 para Sevilla. Mientras tanto, la solicitud de la Audiencia de respaldo había tenido resultado, y el 18 de enero de 1576
Ese mismo año la Audiencia escribió al rey informando del viaje de don Diego: “conviene que no vuelva a este reino porque es muy buena lengua y muy buen hombre de acaballo y diestro en las armas y más querido de los indios de lo que conviene y por ser hijo de uno de los primeros conquistadores le podrá V. M hacer allá alguna merced”.

### Memorial de Agravios
Don Diego, en España, preparó un documento para presentar al rey Felipe II y le pidió audiencia, que le fue concedida, probablemente a fines de 1577 o comienzos de 1578: allí “le dio un memorial que contenía los agravios que había recibido y así mismo recibían los naturales de su cacicazgo, e de palabra dio cuenta de los agravios que los indios pobres desde reino recibían”. Este memorial, de 12 de noviembre de 1577, fue ampliado en otros documentos, entre otros uno del 10 de enero de 1578 en el cual se refiere a su documento anterior como “un memorial de agravios”.
Las gestiones de Torres parecen haber tenido algún resultado, y probablemente tuvo que ver con ellas el nombramiento de Juan Bautista Monzón como Visitador General del Nuevo Reino para que juzgara las actuaciones de la audiencia y la situación de los indios y encomenderos. En 1579, habiendo logrado varias Cédulas Reales en su favor, incluyendo una que ordenaba a la Real Audiencia dejarlo ocupar su cargo de cacique si no había “en ello inconveniente de consideración”, se dirigió a Sevilla para volver al Nuevo Reino, a donde viajó acompañado del visitador Monzón.
Los años siguientes son muy agitados e incluyen los conflictos entre Monzón, los encomenderos y la Real Audiencia, motivados ante todo por los esfuerzos de controlar en algo la explotación de los indios, así como las acusaciones y prisiones a don Diego por “sospechoso que se tiene que había andado por los repartimientos de los indios diciéndoles que no habían de pagar ya demoras ni hacer ningún servicio a los encomenderos”. El visitador Monzón intentó mandar nuevamente a Torres a España para que expusiera la situación del Nuevo Reino al Rey. Sin embargo, fue capturado por delegados de la Audiencia, fue acusado de brujería y condenado a muerte, pero logró escaparse y ocultarse. El arzobispo de Bogotá, Luis Zapata de Cárdenas, afirmaba en una carta de 1581 que don Diego era “hombre facineroso... que anda convocando los mohanes y adivinos para que por arte del demonio le revelen lo que ha de ser desta Visita y desto hay bastante información para quemarle”.
Este conflicto, que narraron tanto Juan de Castellanos como Juan Rodríguez Freile, llevó a la destitución y prisión de su aliado, el Visitador General Monzón. Torres se presentó voluntariamente ante un nuevo visitador, Juan Prieto de Orellana, que lo dejó libre. Viajó otra vez a España en 1583, donde, en agosto de 1584, tuvo una nueva audiencia con el rey, al que le entregó el Memorial siguiente, el cual fue publicado, acompañado de una amplia y erudita biografía, por Ulises Rojas en el libro El cacique de Turmequé y su época (Tunja, 1965), pags 417-451. De allí lo tomamos, así como la información adicional que se presenta en este texto.
Don Diego de TORRES, Cacique” (  )
Este memorial se vio por S. M. y los señores del Consejo y mandaron dar Cédula de S. M. para que se envíe al Presidente y Oidores del Nuevo Reino de Granada para que vean todos los capítulos que en él hay y muy particularmente de lo en ello y en cada uno de ellos contenido y hagan la averiguación, cerca de ellos necesaria y todo ello con su parecer lo envíen a S. M. y al Consejo para que en él visto se provea lo que convenga, — En Madrid a 22 de enero de 1586 años, — (Firma y rúbrica) . El doctor NUÑEZ. — Ante mí, Juan de LEDESMA"8.
"EL REY. Presidente e Oidores de mi Audiencia Real que reside en la ciudad de Santafé del Nuevo Reino de Granada. Con esta os mando enviar un memorial de capítulos que dio en nuestra Corte don Diego de Torres, Cacique de Turmequé de esa tierra, de algunas cosas en que refiere son agraviados los indios de ella; como entenderéis por el dicho memorial que fue visto en mi Consejo y porque quiero ser informado de lo que pasa en lo contenido en los dichos capítulos y cada uno de ellos, luego como recibiéredes esta Cédula y el dicho memorial le veréis y muy particularmente os informareis y haréis averiguación de todo ello y hecha me la enviareis en la primera ocasión con vuestro parecer juntamente con el dicho memorial dirigido al dicho Consejo para que visto en él
8 A. G de I. Patronato, 196
se provea lo que convenga, — Fecha en Valencia a primero de febrero de mil y quinientos ochenta y seis años. — YO EL REY. — Por mandado de S. M., Antonio de ERASO"9.

### Final de Don Diego Torres
Después de presentar el memorial, Diego de Torres se quedó unos años más en España, donde se casó con doña Juana de Oropesa y siguió alegando sus derechos al cacicazgo y defendiéndose en el proceso que se le hizo por levantamiento, conspiración y motín. Aunque en 1586 se le dio a Madrid por cárcel, el 20 de julio de 1587 fue absuelto por el Consejo de Indias. Sin embargo, el pleito sobre el cacicazgo continuó y no se había resuelto todavía cuando, el 4 de abril de 1590, murió en Madrid, en la miseria y lleno de deudas. Dejó una viuda y tres hijos, a los que se les decretó una pensión, que se fue aplazando entre pleitos y solicitudes hasta 1628, cuando el Consejo Real le asignó a la viuda la encomienda de Soracá. Sin embargo, no se sabe si realmente logró cobrarla alguna vez. En el siglo XVIII su descendiente agnático logra reconocimiento real, recibiendo el título de Conde; el cual, gozan sus descendiente españoles hoy día.

## Descendientes
Existen en Colombia y Europa muchos descendientes de Don Diego Torres y Moyachoque, príncipe muisca.
- Hernán Alejandro Olano García, abogado y escritor colombiano. Vicecónsul Honorario. Miembro de la Academia de Historia. Profesor Universitario.

## Obras literarias y visuales basadas en su vida
- Juan Rodríguez Freile, Conquista y Descubrimiento de El Nuevo Reino de Granada de las Indias Occidentales del Mar Océeano, [El Carnero], Bogotá, Imprenta de Pérez y Pizano, 1859.[1636]
- Gertrudis Gómez de Avellaneda, "El Cacique de Turmequé, una leyenda colombiana", en Obras Literarias, vol V, pp. 227-282, Madrid, 1869. Novela.
- Gilberto Abril Rojas, La segunda sangre, Tunja, 1996. Novela.
- Maria Luz Arrieta de Noguera, La fuerza del mestizaje o el cacique de Turmequé, Bogotá, Biblioteca Familiar, 1991. Novela.
- Rico, Diana, "Cacique sonoro", El Lado B de la Historia, Bogotá, Museo Nacional, 2008. Video en You Tube